# Pomnik Konstytucji 3 Maja we Wrocławiu
Pomnik Konstytucji 3 Maja – wzniesiony we Wrocławiu obok wejścia do Rotundy Panoramy Racławickiej.
Pomnik, odsłonięty w 1994 r., projektu Alojzego Gryta, w formie obelisku z metalowym godłem orła i datą uchwalenia Konstytucji 3 maja "3 V 1791" na granitowej podstawie z metalowym napisem: W hołdzie Polakom walczącym o niepodległość Ojczyzny czcząc pamięć Konstytucji 3 Maja i 200 rocznicę Bitwy pod Racławicami. Społeczeństwo Wrocławia. Wojewoda Wrocławski.